# Alin Anton
Alin Ionuț Anton (* 1. Januar 2000 in Iași) ist ein rumänischer Leichtathlet, der im Sprint und im Hürdenlauf an den Start geht.

## Sportliche Laufbahn
Erste internationale Erfahrungen sammelte Alin Anton im Jahr 2017, als er bei den U18-Weltmeisterschaften im 110-Meter-Hürdenlauf mit 13,79 s über die U18-Hürden im Halbfinale ausschied. Im Jahr darauf schied er bei den U20-Weltmeisterschaften in Tampere mit 13,91 s in der ersten Runde aus und im Jahr darauf erreichte er bei den U20-Europameisterschaften in Borås das Halbfinale im 200-Meter-Lauf, in dem er mit 21,50 s ausschied, während er im Hürdensprint mit 14,17 s im Vorlauf scheiterte. Er trat auch mit der rumänischen 4-mal-100-Meter-Staffel an, verpasste dort aber mit 41,03 s den Finaleinzug. 2020 belegte er bei den Balkan-Hallenmeisterschaften in Istanbul in 8,21 s den sechsten Platz im 60-Meter-Hürdenlauf und bei den Freiluftmeisterschaften in Cluj-Napoca belegte er in 21,82 s den fünften Platz im B-Finale. 2021 belegte er dann bei den Balkan-Hallenmeisterschaften in Istanbul in 7,97 s den siebten Platz, ehe er bei den Halleneuropameisterschaften in Toruń mit 8,19 s in der Vorrunde ausschied. Im Juli erreichte er bei den U23-Europameisterschaften in Tallinn das Halbfinale über 110 m Hürden und schied dort mit 14,43 s aus. Zudem belegte er mit der 4-mal-100-Meter-Staffel in 40,15 s den fünften Platz. Im Jahr darauf siegte er in 7,77 s im 60-Meter-Hürdenlauf bei den Balkan-Hallenmeisterschaften in Istanbul und schied danach bei den Hallenweltmeisterschaften in Belgrad mit 7,87 s in der ersten Runde aus. Im Juni gewann er bei den Balkan-Meisterschaften in Craiova in 14,17 s die Bronzemedaille über 110 m Hürden hinter dem Türken Mikdat Sevler und Luka Trgovčević aus Serbien. Zudem siegte er in 39,50 s in der 4-mal-100-Meter-Staffel. Anschließend kam er bei den Europameisterschaften in München mit 14,18 s im Vorlauf im Hürdenlauf aus.
2023 schied er bei den Halleneuropameisterschaften in Istanbul mit 7,89 s in der ersten Runde über 60 m Hürden aus. Im Juni wurde er bei der 2. Liga der Team-Europameisterschaft im Rahmen der Europaspiele in Chorzów in 13,80 s Dritter und gelangte mit der 4-mal-100-Meter-Staffel mit 39,77 s auf Rang vier. Anschließend gewann er bei den Balkan-Meisterschaften in Kraljevo in 13,60 s die Bronzemedaille hinter dem Zyprer Milan Traikovits und Mikdat Sevler aus der Türkei. Zudem sicherte er sich im Staffelbewerb in 39,65 s die Bronzemedaille hinter den Teams aus der Türkei und Griechenland. Im August belegte er bei den Spielen der Frankophonie in Kinshasa in 13,72 s den vierten Platz im Hürdenlauf. Im Jahr darauf gewann er bei den Balkan-Hallenmeisterschaften in Istanbul in 7,77 s die Bronzemedaille über 60 m Hürden hinter dem Slowenen Filip Jakob Demšar und Mikdat Sevler aus der Türkei. Ende Mai gewann er bei den Freiluft-Balkan-Meisterschaften in Izmir in 13,59 s die Silbermedaille über 110 m Hürden hinter dem Österreicher Enzo Diessl und wurde im Staffelbewerb disqualifiziert. Kurz darauf schied er bei den Europameisterschaften in Rom mit 13,90 s in der ersten Runde aus. 2025 gewann er bei den Balkan-Hallenmeisterschaften in Belgrad in 7,78 s die Silbermedaille über 60 m Hürden hinter dem Türken Mikdat Sevler und anschließend schied er bei den Halleneuropameisterschaften in Apeldoorn mit 7,72 s im Vorlauf aus. Kurz darauf schied er bei den Hallenweltmeisterschaften in Nanjing mit 7,77 s im Halbfinale aus.
In den Jahren 2021 und 2024 wurde Anton rumänischer Meister im 200-Meter-Lauf sowie 2022 in der 4-mal-100-Meter-Staffel und von 2022 bis 2024 über 110 m Hürden. Zudem wurde er von 2021 bis 2025 Hallenmeister im 60-Meter-Hürdenlauf.

## Persönliche Bestzeiten
- 200 Meter: 20,85 s (+1,5 m/s), 3. Juni 2023 in Bukarest
  - 60 Meter (Halle): 6,77 s, 26. Februar 2022 in Bukarest
- 110 m Hürden: 13,56 s (+1,1 m/s), 15. Juli 2023 in Craiova
  - 60 m Hürden (Halle): 7,70 s, 27. Februar 2022 in Bukarest